# AP Водолея
AP Водолея (лат. AP Aquarii) — одиночная переменная звезда в созвездии Водолея на расстоянии (вычисленном из значения параллакса) приблизительно 8880 световых лет (около 2723 парсеков) от Солнца. Видимая звёздная величина звезды — от +12,1m до +11,2m.

## Характеристики
AP Водолея — красная пульсирующая медленная неправильная переменная звезда (LB) спектрального класса M. Эффективная температура — около 3322 К.